# Samira Efendi
Samira Efendiyeva (em azeri: Samirə Əfəndiyeva; Bacu, 17 de abril de 1991), conhecida no meio artístico como Samira Efendi, é uma cantora azerbaijana.

## Biografia
Samira Efendiyeva nasceu a 17 de abril de 1991 numa família militar em Bacu, na capital do Azerbaijão. 
Em 1994 começou como solista no coro infantil de Bacu sob direção de Oqtay Zulfuqarov. Naquele ano, também teve aulas no grupo de dança infantil azerbaijana Cücələrim. Em 2001 ingressou à escola de música K. Safaraliyeva, em Bacu, onde formou-se em piano. No ano 2006, ingressou ao Conservatório Nacional do Azerbaijão.

## Carreira artística

### Início
Samira conquistou popularidade no seu país de origem após a sua participação nas competições «Yeni Ulduz» em 2009, «Böyük Səhnə» em 2014 e «The Voice of Azerbaijan» nos anos 2015 e 2016, onde ficou em 3.º lugar. Em 2017, representou o Azerbaijão na competição Silk Way Star em Almati, no Cazaquistão, ficando em 3.º lugar. Em 2019 também representou o seu país num festival de música desta feita em Astana, no Cazaquistão.

### 2020–presente: Festival Eurovisão da Canção
A 28 de fevereiro de 2020, a Rádio e Televisão pública do Azerbaijão anunciou que Samira foi internamente seleccionada para a representação do país com a música «Cleopatra» no Festival Eurovisão da Canção 2020 em Roterdão, nos Países Baixos, que eventualmente seria cancelado a 18 de março devido à pandemia de COVID-19. A 20 de março de 2020, Samira anunciou na sua conta no Instagram que ela iria representar o Azerbaijão no Festival Eurovisão da Canção 2021 com a música «Mata Hari» a qual foi lançada a 15 de março de 2021.

## Controvérsias
No decorrer da guerra no Alto Carabaque e 2020, Samira foi criticada nas redes sociais após ela ter partilhado comentários a chamar os arménios de terroristas. No Instagram, a cantora postou várias fotos, entre elas uma com uniforme militar e outra a abraçar o presidente do Azerbaijão, Ilham Aliyev, que no ocidente é acusado de violar os direitos humanos. Uma petição para remover a Samira da Eurovisão 2021 chegou às 9.000 assinaturas.